# Jacob Jusu Saffa
Jacob Jusu Saffa est un homme politique sierra-léonais occupant à partir de 2021 le poste de ministre en chef de la Sierra Leone.
Il est nommé ministre des Finances en 2018 à la suite de l'élection de Julius Maada Bio. En avril 2021, le président Bio effectue un remaniement ministériel en écartant David J. Francis et le remplace par Saffa.